# Ephrinrezeptoren

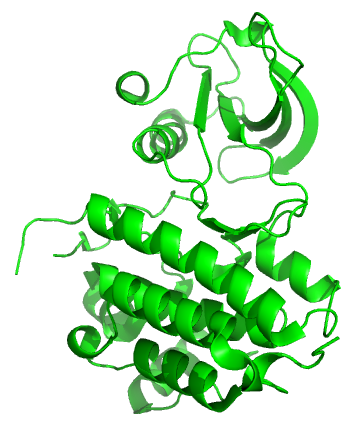
Kinase-Domäne des humanen Ephrin Typ-A Rezeptors 5 (EphA5)

Ephrinrezeptoren (engl. Eph receptor, Eph) sind Rezeptoren, die durch Bindung von Ephrinen aktiviert werden. Sie bilden die größte bekannte Unterfamilie der Rezeptortyrosinkinasen (RTK). Sowohl Ephrinrezeptoren als auch ihre Liganden sind Membranproteine, die zur Aktivierung einen direkten Kontakt zwischen Zellen erfordern. Eine Ephrin-abhängige Signaltransduktion wird in Bezug auf die Embryogenese, die Polarisierung der Wachstumsrichtung von Axonen, Zellmigration und -segmentierung untersucht. Weiterhin wurde ein Einfluss bei verschiedenen Prozessen in Erwachsenen, z. B. bei der Langzeitpotenzierung, der Angiogenese, der Differenzierung von Stammzellen und bei Krebs festgestellt.

## Ephrinrezeptor-Subklassen
Ephrinrezeptoren werden in zwei Subklassen unterteilt, EphA und EphB (Gene EPHA and EPHB), basierend auf ihrer Bindungsaffinität bezüglich Glykosylphosphatidylinositol-verankerten Ephrin-A-Liganden oder den transmembranen Ephrin-B-Liganden. Unter den sechzehn in Tieren entdeckten Ephrinrezeptoren haben Menschen nur neun EphA (EphA1-8 und EphA10) und fünf EphB (EphB1-4 und EphB6). Ephrine binden spezifisch innerhalb ihrer Subklasse. Ausnahmen bilden die Bindung von Ephrin-B3 an Eph-A4 und die Bindung von Ephrin-A5 an Eph-B2. Die Bindungen innerhalb der Subklasse A ist meistens spezifischer als bei der Subklasse B, was darauf zurückgeführt wird, dass die Bindung bei Subklasse A nach einem Schlüssel-Schloss-Prinzip mit weniger Konformationsänderungen erfolgt als bei der Subklasse B mit einem induced fit.
Folgende 16 Ephrinrezeptoren wurden in Tieren gefunden:
EPHA1, EPHA2, EPHA3, EPHA4, EPHA5, EPHA6, EPHA7, EPHA8, EPHA9, EPHA10* EPHB1, EPHB2, EPHB3, EPHB4, EPHB5, EPHB6

## Aktivierung
Die extrazelluläre Domäne des Ephrinrezeptors besteht aus einer konservierten globulären Ephrinbindungsdomäne, einer Cystein-reichen Region und zwei Fibronectin-Typ-3-Domänen. Der cytoplasmatische Anteil besteht aus einer membranangrenzenden Kinasedomäne mit zwei Tyrosinen, ein sterile alpha motif (SAM) und ein PDZ-Domäne-bindendes Motiv. Nach der Bindung eines Liganden werden am Ephrinrezeptor Tyrosine und Serine phosphoryliert, wodurch die Tyrosinkinasefunktion aktiviert wird.
Im Gegensatz zu den meisten anderen Rezeptortyrosinkinasen besitzen Ephrinrezeptoren die einzigartige Eigenschaft, eine Signaltransduktion in beiden beteiligten Zellen auszulösen. Vermutlich ist dies ein Grund für die unterschiedlichen ausgelösten Effekte nach einer Aktivierung der Ephrinrezeptoren, z. B. auf das Überleben von Wachstumskegeln, oder die Trennung von Ephrin- und Ephrinrezeptor-exprimierenden Zellen.

## Geschichte
Ephrinrezeptoren wurden erstmals 1987 auf der Suche nach RTK mit einem Bezug zu Krebs in der Zelllinie erythropoietin-producing hepatocellular carcinoma identifiziert.
Nachdem gezeigt werden konnte, dass fast alle Ephrinrezeptoren in unterschiedlichen Entwicklungsstadien sowie räumlich begrenzt auftreten, wurden Ephrinrezeptoren als hauptsächliche Rezeptoren der Zellsteuerung während der Entwicklung von Wirbellosen und Wirbeltieren bekannt.